# San Nazzaro, Ticino
San Nazzaro är en ort vid sjön Lago Maggiore i kommunen Gambarogno i kantonen Ticino, Schweiz. 
San Nazzaro var tidigare en egen kommun, men den 25 april 2010 bildades den nya kommunen Gambarogno genom en sammanslagning av San Nazzaro och åtta andra kommuner. 
I den tidigare kommunen finns även byarna Vairano och Casenzano.